# شريان سباتي ظاهر
الشريان السباتي الظاهر (بالإنجليزية: External carotid artery)‏ هو شريان يتفرع من الشريان السباتي الأصلي بالإضافة إلى الشريان السباتي الباطن. وهو شريان كبير في الرأس والرقبة.

## التكوين
يبدأ الشريان السباتى الظاهر عند الحد العلوى للغضروف الدرقى وينحنى ماراً إلى الأمام وإلى الأعلى ثم يميل للخلف في الفراغ خلف رقبة الفك حيث ينقسم إلى الشريان الصدغى والشريان الفكى داخل الغدة الدرقية.
ويقل الشريان في الحجم بشكل سريع نظراً لكثرة عدد فروعه وكبر حجمها.
يكون الشريان السباتى الظاهر قريباً جداً من الجلد عند منشأه وأكثر وسطيّة من الشريان السباتى العميق ويقع داخل المثلث السباتى.

## التطور
في الأطفال، الشريان السباتي الظاهر يكون أصغر إلى حدٍ ما من السباتي الباطن. ولكن في الكبار، يكون الاثنان متساويان تقريبا في الحجم.

## العلاقات
الشريان السباتى الظاهر يكون مغطىً بالجلد، اللفافة السطحية، العضلة الجلدية للعنق، اللفافة عميقة والهامش الأمامى من العضلة القصية الترقوية الخشائية ويعبر من فوقه العصب تحت اللسان والأوردة اللسانية والأوردة الضفدعية والوريد الوجهى الأساسى والأوردة الدرقية العُليا والعضلة ذات البطنين والعضلة الإبرية اللامية. وعلى مستوى أكثر ارتفاعاً فإنه يمر بعُمق داخل الغدة النكفية حيث يقع أسفل العصب الوجهى وتقاطع الأوردة الصدغية والفكية الداخلية.
تقع العظمة اللامية وجدار البلعوم والعصب الحنجري العلوى وجزء من الغدة النكفية على الطرف الإنسى من الشريان. أما على الطرف الوحشى وعلى الجزء السفلى من مسار الشريان يقع الشريان السباتى الباطن.
في الخلف وبالقرب من منشأ الشريان يقع العصب الحنجري العلوي. وعلى مستوى أعلى يكون الشريان مفصولاً عن الشريان السباتي الداخلى بواسطة العضلتين الإبرية اللسانية والإبرية البلعومية، العصب اللسانى البلعومى والفرع البلعومى من العصب القحفى العاشر أو العصب المبهم وجزء من الغدة النكفية.

## وظيفة

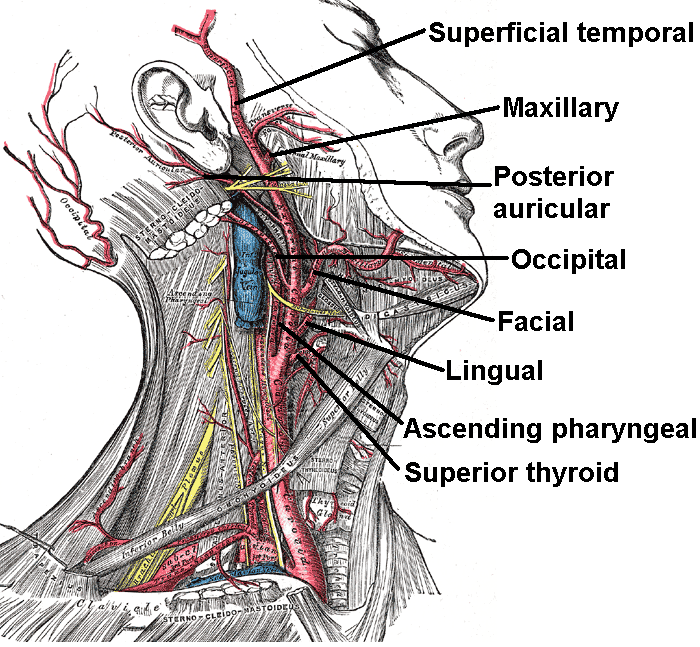
فروع الشريان السبات الخارجى.

أثناء صعود الشريان للأعلى يقوم بتغذية التالي :
في المثلث السباتى 
- - الشريان الدرقى العلوي ناشئاً من الناحية الامامية من الشريان.
  - الشريان البلعومى الصاعد ناشئاً من الطرف الإنسى أو العميق من الشريان.
  - الشريان اللسانى من الناحية الأمامية من الشريان.
  - الشريان الوجهى من الناحية الأمامية أيضاً من الشريان.
  - الشريان القفوي أو القذالى من الناحية الخلفية من الشريان.
  - الشريان الأذينى الخلفى من الناحية الخلفية أيضاً من الشريان.
  - الشريان القصى الترقوى الخشائي من الناحية الخلفية أيضاً من الشريان.

ينتهى الشريان السباتى السطحى بفرعين :
- - الشريان الفكي
  - الشريان الصدغى السطحى